# Bembidion incertum
Bembidion incertum är en skalbaggsart som beskrevs av Victor Ivanovitsch Motschulsky. Bembidion incertum ingår i släktet Bembidion och familjen jordlöpare. Inga underarter finns listade i Catalogue of Life.